# Pau Treviño
Pau Treviño Quintillà, (nacido el 27 de marzo de 2002 en Lérida, España) es un jugador de baloncesto español. Con una altura de 2,02 metros, su puesto natural en la cancha es la de alero. Actualmente juega para el Club Baloncesto Ciudad de Ponferrada de la Liga LEB Plata.

## Trayectoria
Es un alero formado en las categorías inferiores del Bàsquet Manresa.
El 16 de diciembre de 2018 debuta con Baxi Manresa en liga ACB, tras disputar 19 segundos en el encuentro en el Nou Congost frente al Tecnyconta Zaragoza en una victoria por 94 a 73, convirtiéndose en el jugador más joven en debutar en Liga ACB con el conjunto manresano con 16 años, 8 meses y 20 días, superando al alero sueco Marcus Eriksson.
Durante la temporada 2020-21 alternaría su participación en el primer equipo con actuaciones en el club vinculado, el CB Artés de Liga EBA.
El 3 de agosto de 2021, firma por el Basket Navarra Club de la liga Liga LEB Plata, cedido durante una temporada por el Bàsquet Manresa. Completa la campaña 2021/22 con medias de 4.9 puntos y 4.3 rebotes.
Permanece en el Basket Navarra en la temporada 2022/23, mejorando sustancialmente sus prestaciones hasta los 10.2 puntos y 7.6 rebotes por partido.
El 7 de agosto de 2023, firma por el CB Clavijo de la Liga LEB Oro.
El 15 de julio de 2024, firma por el CD Huelva Baloncesto de la Liga LEB Plata.
El 13 de febrero de 2025, firma por el Club Baloncesto Ciudad de Ponferrada de la Segunda FEB.

## Clubes
- Bàsquet Manresa (2018-Actualidad)
- -> CB Artés (2020-2021)
- Basket Navarra Club (2021-2023)
- CB Clavijo (2023-2024)
- CD Huelva Baloncesto (2024-2025)
- Club Baloncesto Ciudad de Ponferrada (2025-actualidad)